# Jalajala
Jalajala (Bayan ng Jala-Jala) är en kommun i Filippinerna. Kommunen ligger på ön Luzon, och tillhör provinsen Rizal. Folkmängden uppgår till 23 280 invånare.
Jalajala är indelat i 11 barangayer.

## Bildgalleri

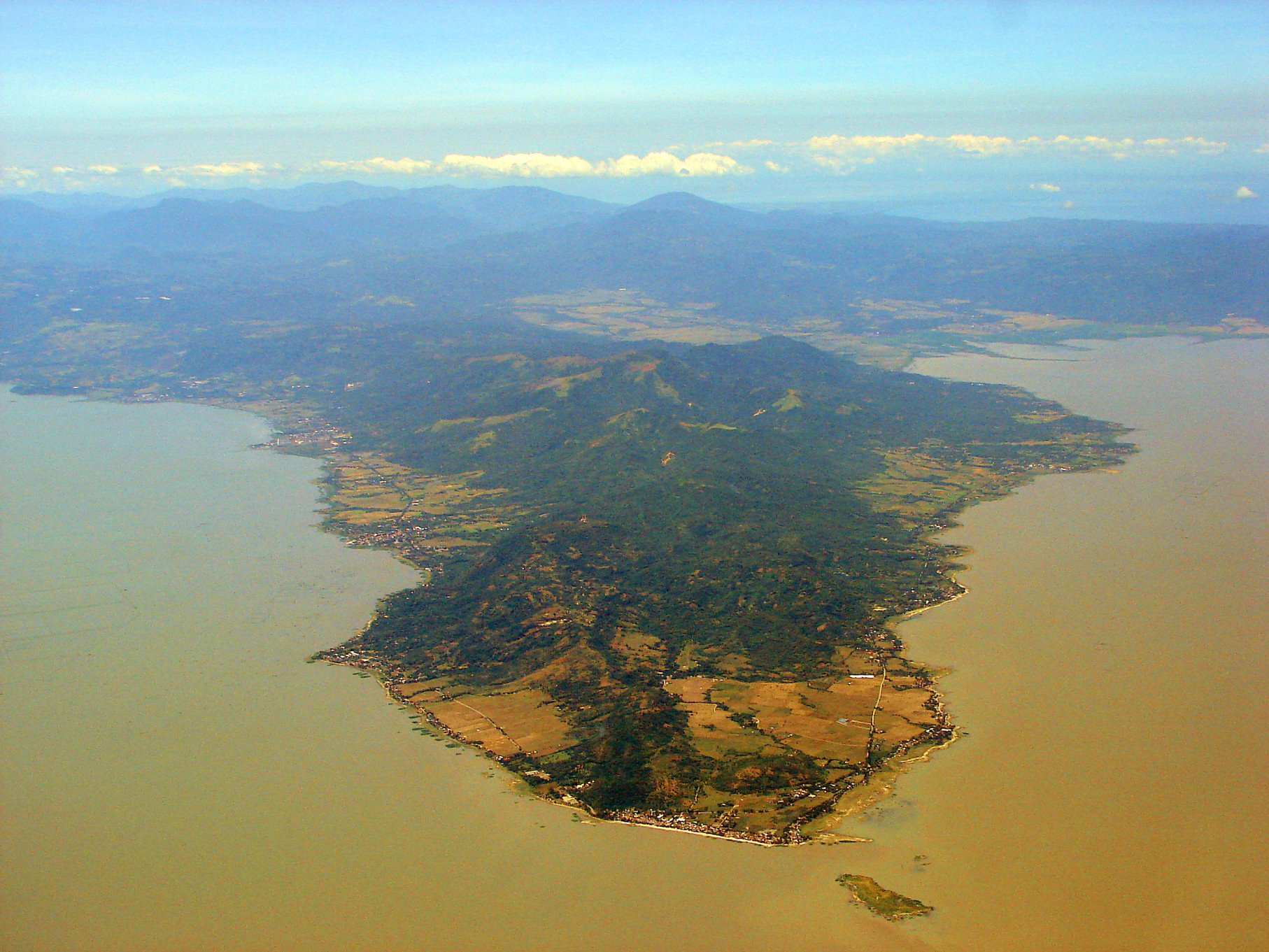